# Dave Polsky
David „Dave” Polsky (ur. w Pittsburghu) – amerykański scenarzysta i producent telewizyjny.
Jest twórcą serialu animowanego Maggie Brzęczymucha. Jako scenarzysta pracował nad różnymi serialami telewizyjnymi, jak np. My Little Pony: Przyjaźń to magia, Littlest Pet Shop: Nasz własny świat czy Sonic Boom.

## Filmografia (wybór)
Źródła:
- Straszny film (2000, scenariusz)
- Straszny film 2 (2001, scenariusz)
- Maggie Brzęczymucha (2005, produkcja wykonawcza, scenariusz)
- My Little Pony: Przyjaźń to magia (2010, scenariusz)
- Para królów (2010, scenariusz)
- Sonic Boom (2014, scenariusz)
- Krudowie – u zarania dziejów (2015, scenariusz)
- Littlest Pet Shop: Nasz własny świat (2017)
- O Yeti! (2019, produkcja)